# 雷特沙格
雷特沙格是匈牙利的城鎮，位於該國北部，距離首都布達佩斯55公里，由諾格拉德州負責管轄，面積19.81平方公里，2011年人口2,945，其中約七成居民信奉天主教。

## 外部連結
- Official website of town （页面存档备份，存于）
- Town map （页面存档备份，存于）
- About the airfield in Hungarian language[]